# سلسلة جبال النجم
تقع سلسلة جبال النجم على بعد 8 أميال (12  كيلومتر)،  سلسلة جبال صغيرة تقع في وسط مقاطعة بيفر، يوتا السلسلة هي «نجم» على شكل حواف صغيرة تنتهي عند قمم، تشبه أصابع اليد. وتوجد سلسلة آخرى مجاورة جنوب غرب شانتي هيلز لديه أصابع أخرى على شكل نجم.
كلا من السلسلتين تنحدران شمالًا نحو الأراضي المسطحة جنوب منطقة بحيرة سيفير (جنوب غرب صحراء سيفير) وجبال سان فرانسيسكو. يقع الجناح الجنوبي لسلسلة النجوم في المحيط الشمالي الشرقي لصحراء إسكالانتي. وادي ميلفورد،يمتد موقع ميلفورد والشمال المتدفق لنهر بيفر (نهر سيفير) الذي يقع بجوار وشرق السلسلة، ويمتد الوادي الضيق مع جبال مانيرل المجاور للشرق.

## الوصف
تبعد السلسلة حوالي 8 اميال تقريبا وتتجه نحو جنوب الغربي من الشمال الشرقي
أعلى نقطة في السلسلة هي قمة توباش في وسط الجنوب الشرقي المجاور لصحراء إسكالانتي على 6,880 قدم (2,097 م)

## الوصول
طريق الوصول إلى الجانب الشمال الشرقي أو الجنوبي من سلسلة النجوم عبر طريق ولاية يوتا 21 من ميلفورد أو أبتون. يتحول يوتا 21 إلى الغرب باتجاه ميلفورد ويعبر التلال الشمالية للسلسلة. يمكن الوصول إلى الجانب الشمال الغربي من السلسلة من نفس المسار (أقصى الغرب) عبر طريق الانحدار الكبير الذي يستنزف من التلال الشمالية الغربية. يذهب يوتا 21 إلى الجناح الجنوبي الشرقي لجبال سان فرانسيسكوعلى بعد حوالي 20 كيلومتر من ميلفورد.

## وصلات خارجية
- Topache Peak, lat-long.com (approx. range center-(southeast)) (coordinates)